# Sant Andreu de Sureda (monestir)
El Monestir de Sant Andreu de Sureda és un antic monestir romànic benedictí del poble i comuna al qual donà nom, de la comarca del Rosselló, a la Catalunya Nord.

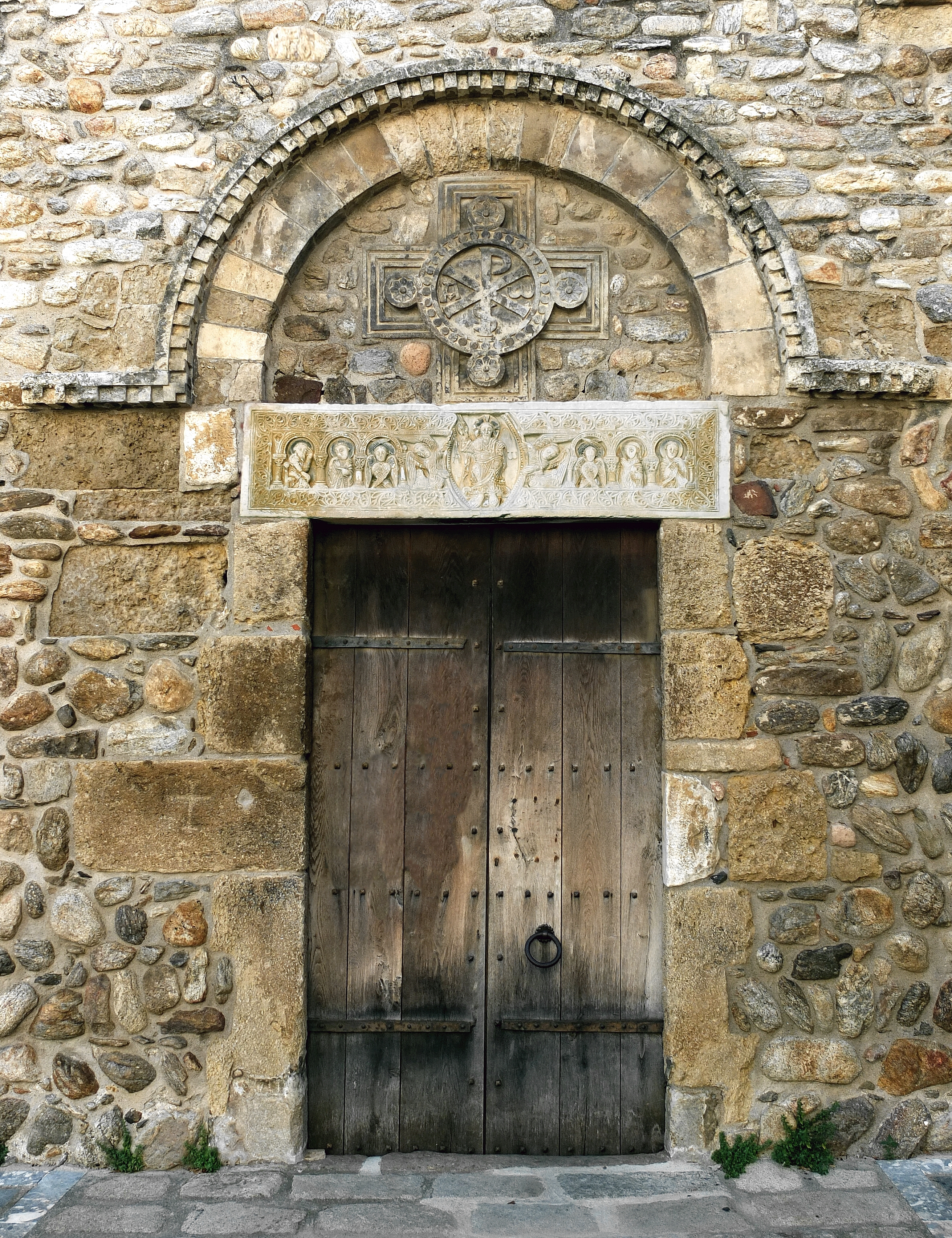
La portalada

L'església de Sant Andreu, que fou seu d'un monestir benedictí, és la parròquia actual del nucli. Està situada al centre de la població, però al costat nord-oest de l'antic recinte de la cellera del poble: el monestir quedava fora, al marge de la població. Dins del nucli de població hi havia una altra església, la de Santa Maria, que feia les funcions d'església parroquial, atès que la del monestir quedava reservada a l'ús monacal.
Fundat per l'abat Miró vers el 800, el monestir primerament era emplaçat a la Vall de Sant Martí, i més tard es traslladà al costat del riu de Tatzó, on és actualment. Miró fundà també les cel·les de Sant Martí de Montforcat, Sant Hilari i Sant Martí de Fenollar.
El monestir va conèixer la prosperitat molt aviat i el 823 ja posseïa les viles de Sant Martí de la Vall i de Tatzó d'Amunt, a més del nucli de Garrigues i les terres adjacents. L'any 1109 la comtessa Ava, regent del Rosselló, l'uní a Santa Maria de la Grassa, encara que mantingué la protecció dels comtes de Rosselló.
L'església fou consagrada el 1121 per Pere, bisbe d'Elna, que també va confirmar la possessió de l'església de Santa Maria, contigua al monestir i parroquial del nucli, a més d'altres de la comarca.
La importància de l'abadia va anar creixent al llarg del segle xii, però a partir del segle xiii començà a declinar. Malgrat tot, el 1225 Nunó Sanç, senyor del Rosselló, el va restaurar i assegurar la protecció. El 1592 el rei Felip II va obtenir del papa Climent VIII la unió de Sant Andreu de Sureda a l'abadia d'Arles, lligam que va subsistir fins a la Revolució Francesa. Des d'aleshores, els abats d'Arles s'anomenaren també abats de Sant Andreu de Sureda. La sèrie d'abats, alguns simples prebendaris nomenats pel rei, fou continuada fins al 1801.

## L'església

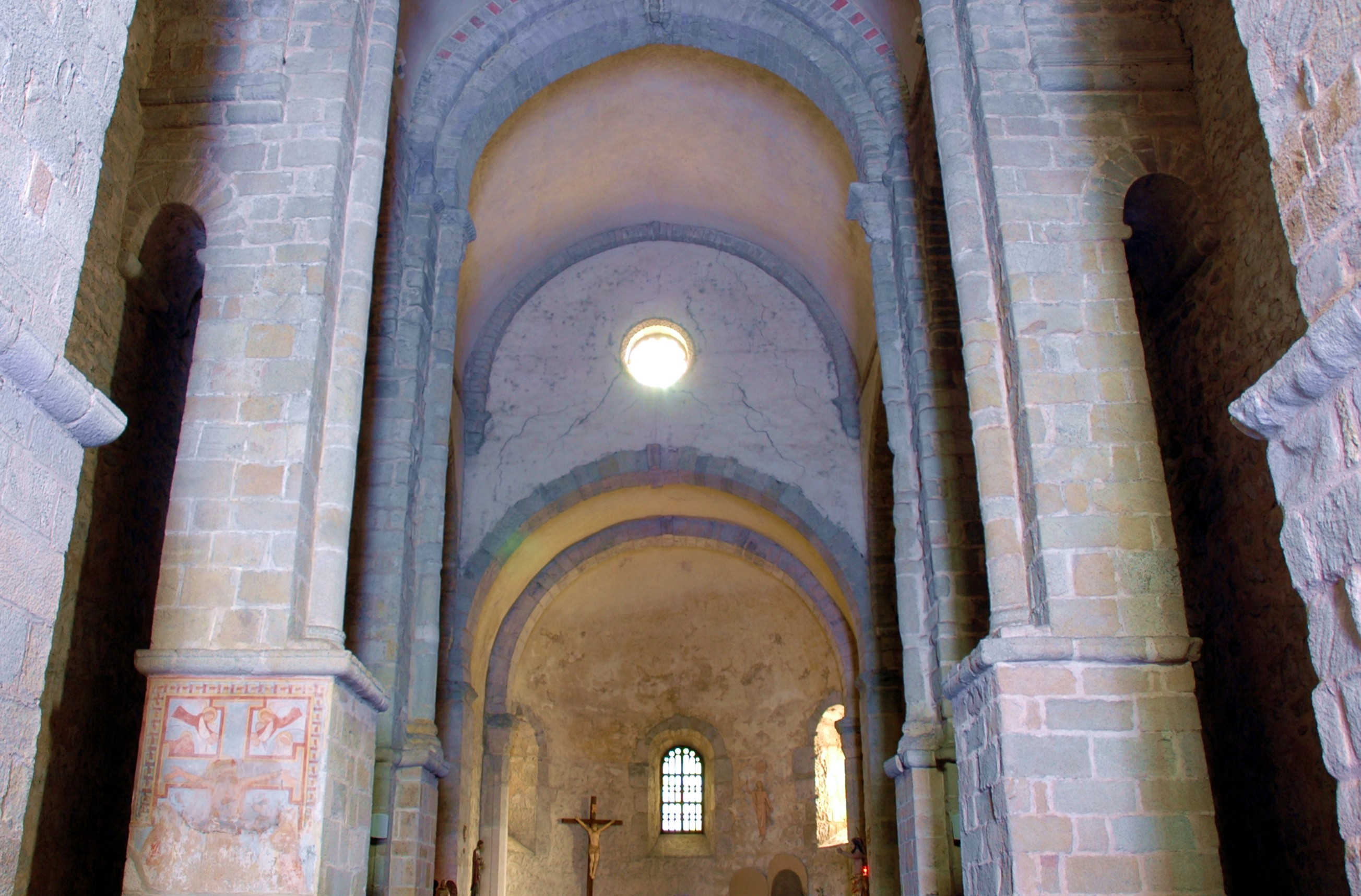
Interior des de l'entrada. Als laterals s'observen els petits passadissos

L'església romànica és l'únic edifici que resta de l'antic monestir, ja que tant el claustre com els edificis monacals estan perduts. Conserva elements de tres etapes constructives que s'aprecien clarament en el parament dels murs. La planta correspon sens dubte a l'etapa més primitiva, la preromànica. És de creu llatina, amb una nau, transsepte i capçalera triabsidal, amb l'absis central força profund.

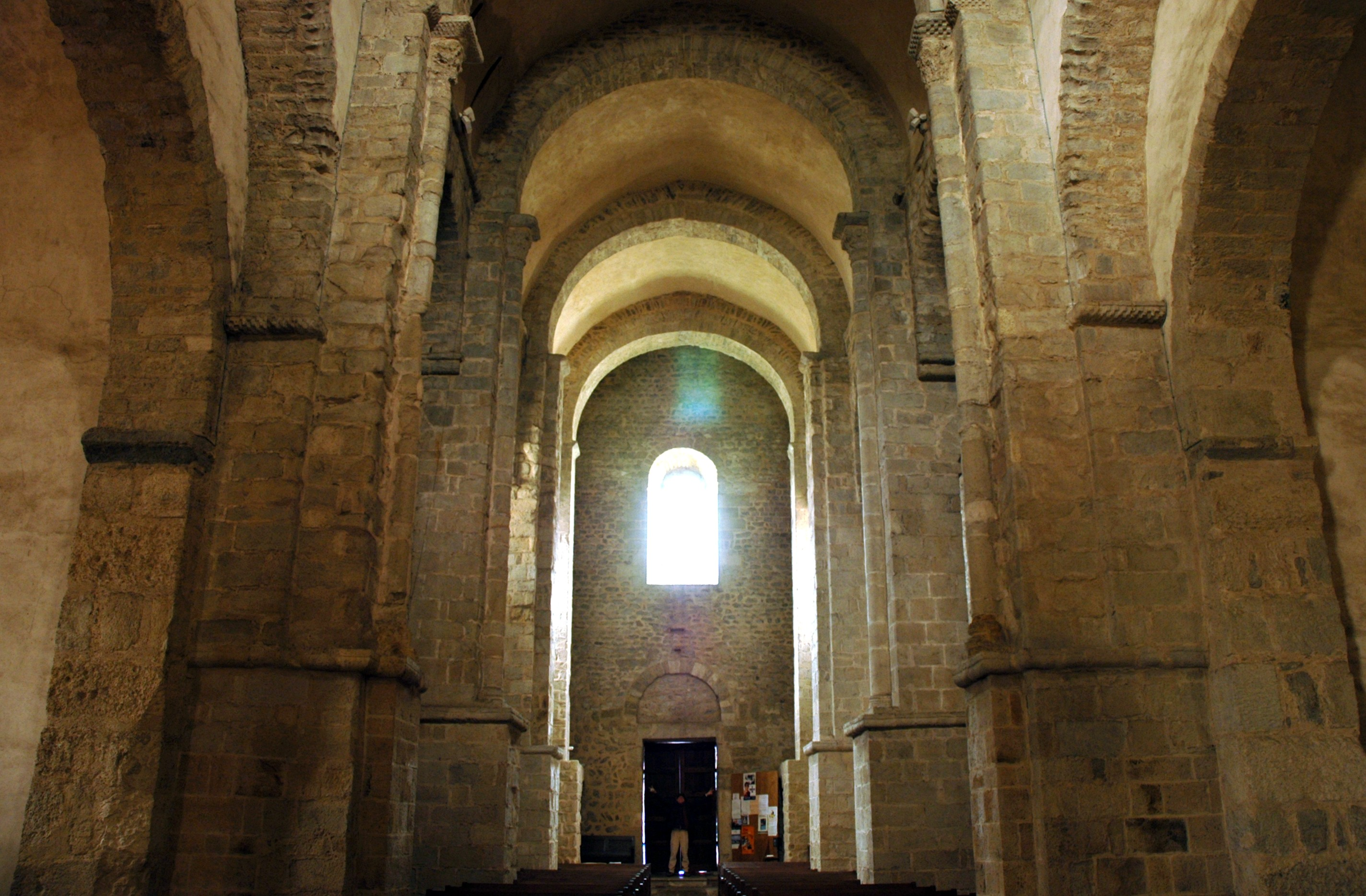
Interior des de la capçalera

A banda i banda de la nau hi ha uns estrets passadissos que no arriben a ser naus col·laterals; no tenen comunicació amb la capçalera i estan separats de la nau per pilars de basament forca alt i semicolumnes adossades de capitell simple que sostenen els arcs torals.
Tots els espais del temple són coberts amb voltes de canó, menys l'absis i les absidioles, que són de quart d'esfera. L'arc triomfal, adovellat i amb la clau sortint a l'estil clàssic, és sostingut per dues columnes prismàtiques -que han estat restaurades-, amb capitell esculpit.

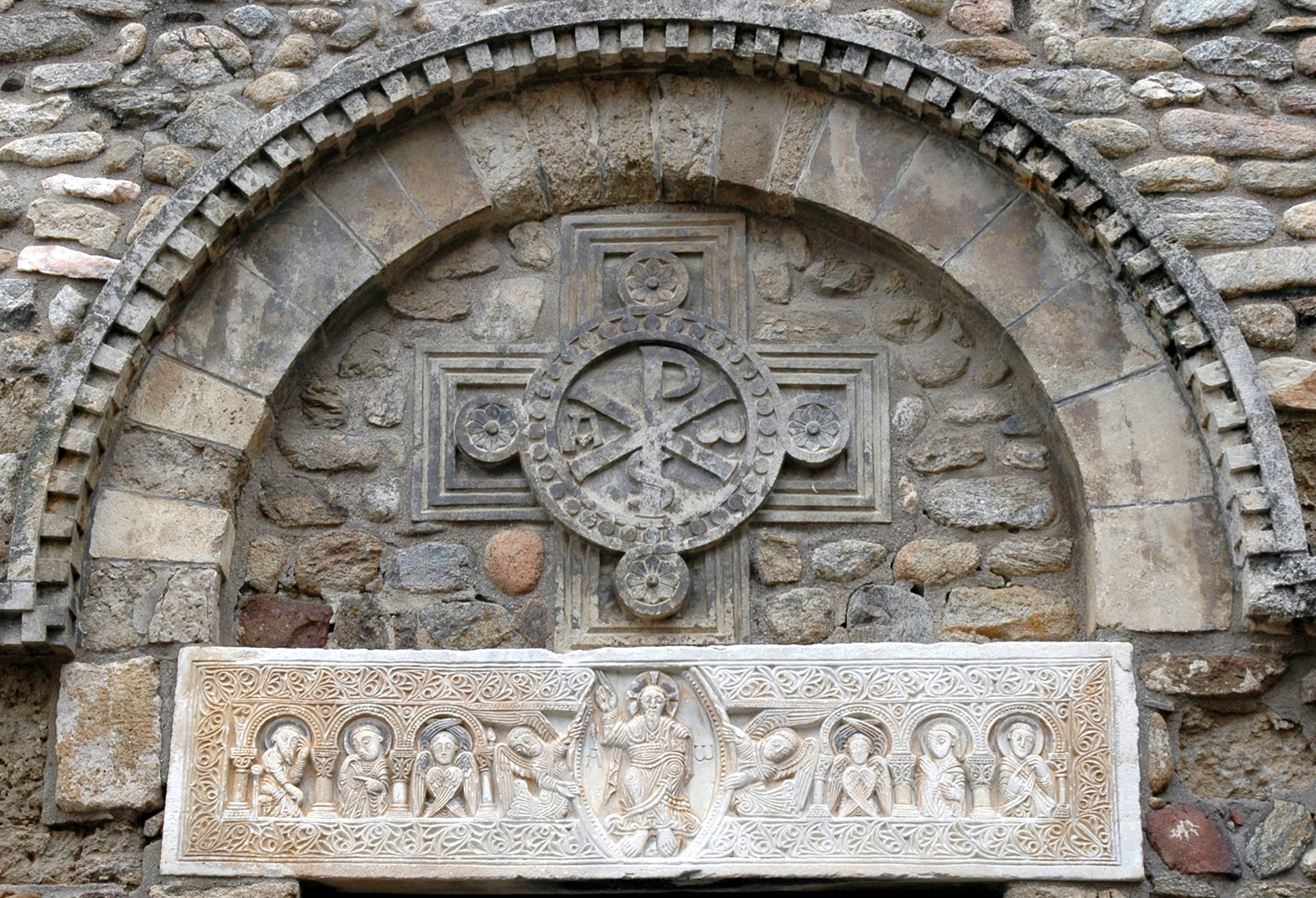
Detall de la llinda i el timpà de la portalada

A la façana oest hi ha la portada, coronada amb un arc de mig punt que queda definit per un arc guardapols, un timpà decorat per una creu grega esculpida i un crismó inscrit dins un cercle, decorat amb motius florals i geomètrics, així com una llinda esculpida de gran qualitat, semblant a la de Sant Genís de Fontanes. Els relleus mostren Crist en majestat al centre, envoltat d'una aurèola sostinguda per dos àngels i flanquejat per dos serafins i dues parelles d'apòstols, tots ells emmarcats per un arc i envoltats per una ampla sanefa d'ornaments vegetals.
Al damunt del portal hi ha altres elements decorats: al tram del segon tipus d'aparell (petit i sense escairar), hi ha dos carreus amb figures esculpides en alt relleu que representen dos animals lleonins devorant una serp (a l'esquerra) i un altre animal quadrúpede (a la dreta).

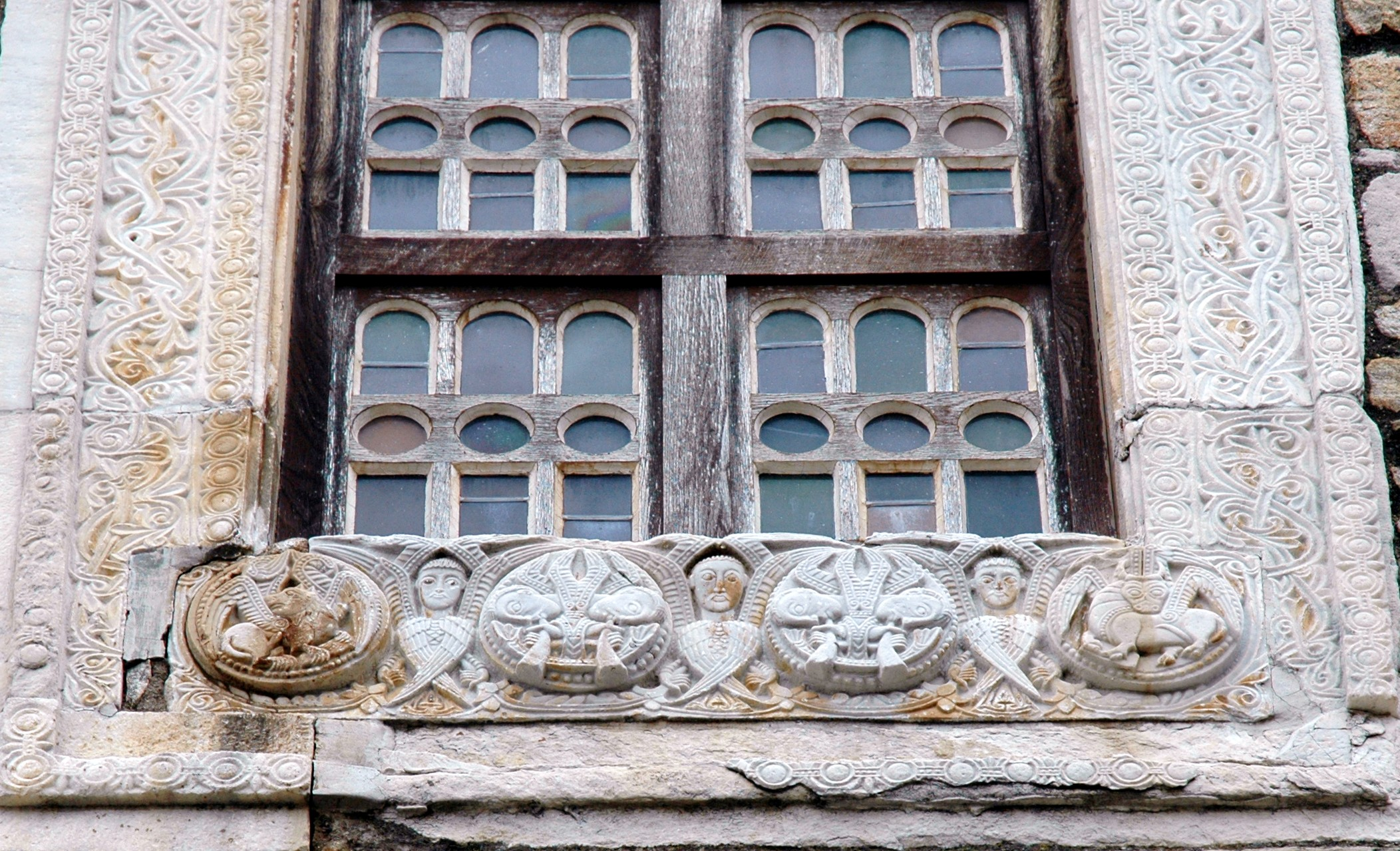
Sant Andreu de Sureda - Detall del muntant inferior de la finestra que corona la portada

Corona la portada una finestra composta per tres muntants de marbre blanc amb relleus esculpits del segle xi, que originàriament formaven part d'un altre conjunt. Els muntants laterals presenten una decoració a base de sanefes vegetals i acaben en un medalló amb el símbol dels evangelistes Mateu (l'ànqel) i Joan (l'àguila). El muntant inferior presenta quatre cercles amb les figures dels evangelistes Marc (el lleó) i Lluc (el bou), als extrems, i àngels amb trompetes al centre, separats per serafins.
A l'interior, a la mesa de l'altar major, del mateix mestre que el timpà, hi ha una pica d'aigua beneita i un apòstol encastat als murs, que en fan un dels primers testimoniatges de l'escultura romànica catalana. Tres làpides cippi romanes indiquen que al lloc existí una vella edificació romana. Sobre un pilar de l'església i en un dels murs de l'antic i destruït claustre es troben també restes d'antiga pintura romànica.

## El claustre
Malgrat que actualment el claustre no existeix com a tal, se'n saben algunes coses i se'n conserven algunes restes. Sembla que podria haver estat destruït el maig del 1285 per les tropes de Felip III, l'Ardit, durant la guerra d'aquest rei amb Pere II el Gran. Segons algunes versions, els seus capitells haurien servit per a reconstruir el Claustre d'Elna, destruït també en la mateixa guerra. Tanmateix no es tracta més que de conjectures, car el mateix Ponsich situa la seva desaparició en el segle xv. La decadència del monestir, en part ofegat pel de Sant Genís de Fontanes, feu que el claustre anés perdent les seves funcions, i ja abans del segle xviii (és esmentat com un claustre en ruïnes el 1744), comencés, a poc a poc, a esdevenir tot ell una ruïna.
Els capitells que s'atribueixen a aquest claustre el situarien en la segona meitat del segle xii, cosa que fa pensar que es tracta d'una construcció subsegüent a la unió al monestir de la Grassa. El claustre, pels vestigis trobats, era a l'angle format per la façana nord del temple i el braç nord del transsepte. Hi ha restes de la cobertura, així com d'una porteta que el devia comunicar amb l'església. Faltaria una prospecció arqueològica en aquell sector per delimitar exactament l'abast del claustre.
Diversos són els capitells trobats en diferents llocs i procedents de Sant Andreu de Sureda. Tots ells molt propers als de Sant Miquel de Cuixà. Es tracta d'obres de qualitat, tallades en marbre blanc de Ceret, i de mides molt semblants: solen fer entre 34 i 37 cm (les tres mides: alçada, amplada i fondària). Un d'ells estava integrat en el cor de la mateixa església del monestir; un segon, sostenint la pica beneitera de la mateixa església; un tercer, a la pica beneitera de Sant Joan la Cella, i cinc més, a l'església de Santa Coloma de Cabanes, de Sant Genís de Fontanes.